# Luis María de Borbón y Vallabriga
Luis María Borbón y Vallabriga (Cadalso de los Vidrios, 22 maggio 1777 – Madrid, 19 marzo 1823) è stato un cardinale e arcivescovo cattolico spagnolo.

## Biografia

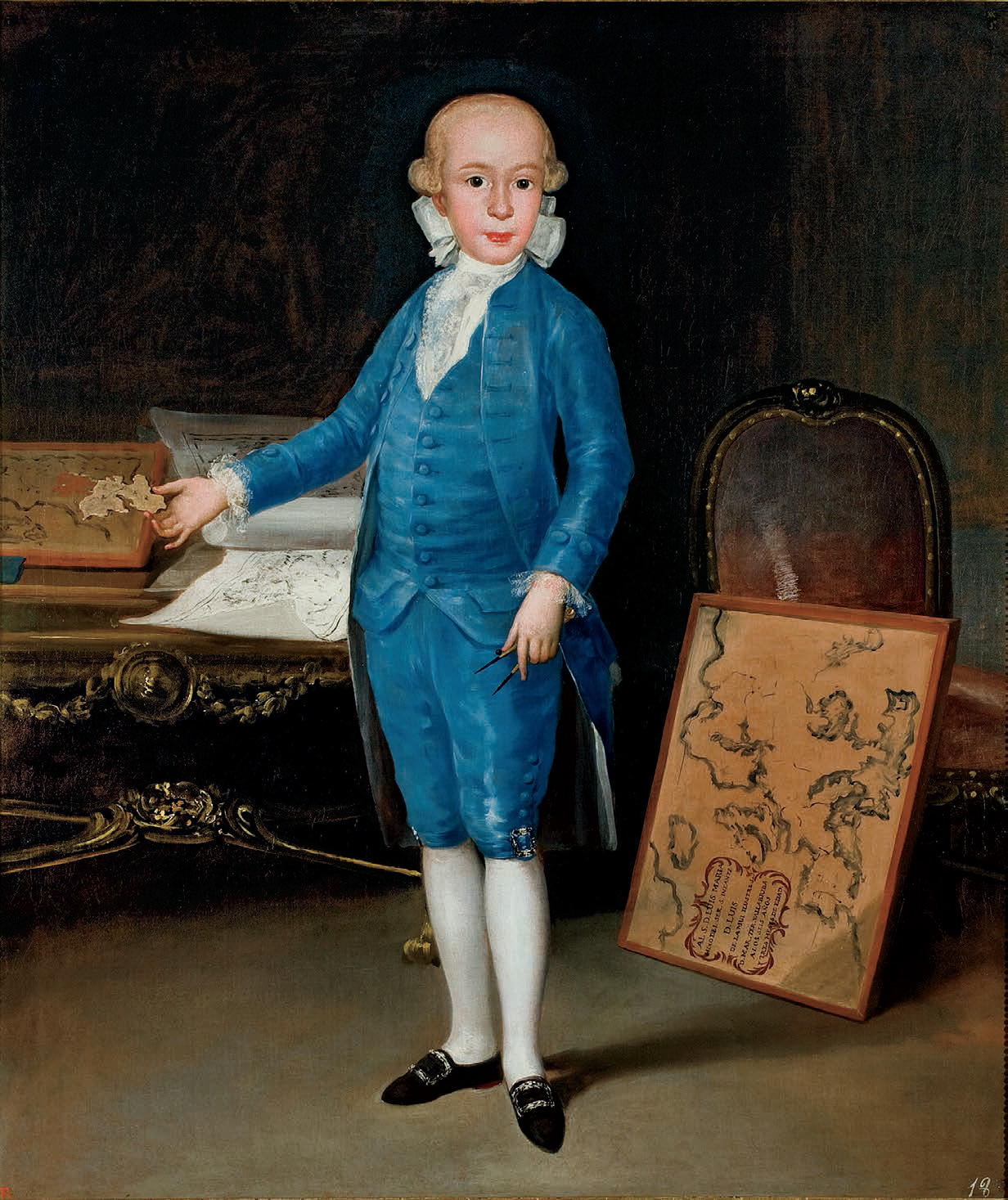
Luigi Maria di Borbone da bambino, ritratto da Francisco Goya.

Nacque a Cadalso de los Vidrios il 22 maggio 1777 dall'Infante di Spagna Luigi Antonio di Borbone, ex cardinale e conte di Chinchón, e María Teresa de Vallabriga y Rozas. I suoi genitori avevano contratto unione morganatica, poiché, essendo esclusi dalla successione i figli di Carlo III nati in Italia, suo fratello Luigi Antonio risultava erede presuntivo al trono, pertanto una sua eventuale discendenza avrebbe creato concorrenza per la successione.
Nel 1785, alla morte di suo padre Luigi di Borbone, Luigi Maria e le sue sorelle furono mandati a Toledo per essere educati sotto la protezione dell'arcivescovo Francisco Antonio de Lorenzana y Butrón.
Tuttavia, fino al 1788, quando suo zio Carlo III di Spagna morì, i figli dei cadetti dei Borbone di Spagna non poterono usare il nome di famiglia. Nel 1794 suo cugino, il re di Spagna Carlo IV lo investì dei titolo di conte di Chinchón e Grande di Spagna, precedentemente appartenuti al padre, di fatto consentendogli di succedere ai titoli paterni, nonostante l'anzidetta unione morganatica. Ai suoi titoli succederà sua sorella Maria Teresa.
Come il padre prima di lui ma per vera vocazione (per cui rinunciò alla maggioranza dei suoi beni e ai titoli ereditari nel 1803), Luigi Maria venne avviato alla carriera ecclesiastica e dopo essere stato ordinato sacerdote il 13 marzo 1799, venne consacrato arcivescovo di Siviglia il 2 giugno dello stesso anno dal cardinale Antonio Sentmanat y Castellá. Papa Pio VII lo elevò al rango di cardinale nel concistoro del 20 ottobre 1800 con il titolo di Santa Maria della Scala. Il 22 dicembre dello stesso anno viene poi trasferito all'arcidiocesi di Toledo (mantenendo il governo ecclesiastico di Siviglia) divenendo così Primate di Spagna. Curiosamente egli ottenne i principali benefici ecclesiastici che erano stati del padre (le stesse arcidiocesi di Siviglia e Toledo e perfino il medesimo titolo cardinalizio di Santa Maria della Scala).
Fu l'unico membro della dinastia borbonica a rimanere in Spagna durante l'occupazione napoleonica (la famiglia reale era stata arrestata e trasferita in Francia) e nel 1814 fece parte della giunta che governò la Spagna quando cadde il governo di Giuseppe Bonaparte in attesa che potessero rientrare i membri della famiglia reale. Si dimise da arcivescovo di Toledo (mantenendone di fatto fino alla morte il governo ecclesiastico che comprendeva allora anche Madrid) rinunciando all'amministrazione di Siviglia il 29 dicembre 1814 e morì il 19 marzo 1823 all'età di 45 anni. È sepolto in un mausoleo nella cattedrale di Toledo.
La rinuncia al governo pastorale fu richiesta dal cugino Ferdinando VII di Spagna per aver appoggiato chi chiedeva riforme in campo amministrativo e politico come membro della giunta provvisoria.

## Genealogia episcopale e successione apostolica
La genealogia episcopale è:
- Cardinale Scipione Rebiba
- Cardinale Giulio Antonio Santori
- Cardinale Girolamo Bernerio, O.P.
- Arcivescovo Galeazzo Sanvitale
- Cardinale Ludovico Ludovisi
- Cardinale Luigi Caetani
- Cardinale Ulderico Carpegna
- Cardinale Paluzzo Paluzzi Altieri degli Albertoni
- Papa Benedetto XIII
- Papa Benedetto XIV
- Papa Clemente XIII
- Cardinale Francesco Saverio de Zelada
- Cardinale Antonio Sentmanat y Castellá
- Cardinale Luis María de Borbón y Vallabriga

La successione apostolica è:
- Arcivescovo Mateo Delgado y Moreno (1801)
- Vescovo Antonio Palafox y Croy de Abre (1801)
- Vescovo Antonio Luis Gaona, O.S. (1801)
- Vescovo Buenaventura Moyano Rodríguez (1801)
- Arcivescovo Juan Acisclo de Vera y Delgado (1801)
- Vescovo Alfonso Aguado y Jaraba (1802)
- Vescovo Vicente José Soto y Valcárce (1803)
- Arcivescovo Félix Amat Palau y Pont (1803)
- Vescovo Pedro Antonio Trevilla (1805)
- Vescovo Blas Jacobo Beltrán (1805)
- Vescovo José Jiménez (1806)
- Arcivescovo Manuel Vicente Martínez y Jiménez (1806)
- Vescovo Gerardo José Andrés Vázquez Parga, O.Cist. (1807)
- Vescovo Salvador de Sanmartin y Cuevas (1816)
- Vescovo Felipe González Abarca, O. de M. (1816)
- Vescovo Juan Arciniega (1816)
- Patriarca Antonio Allué y Sesse (1817)
- Arcivescovo Rafael Téllez, O.F.M.Cap. (1817)
- Arcivescovo Bernardo Francés Caballero (1817)
- Arcivescovo Cristóbal Bencomo Rodríguez (1818)
- Vescovo Guillermo Martínez Riaguas (1819)
- Arcivescovo Simón Antonio de Rentería y Reyes (1819)
- Vescovo Juan Nepomuceno Gómez Durán (1820)
- Patriarca Antonio Posada Rubín de Celis (1822)

## Ascendenza
|                                                                       |                        |                                                                                          | Genitori                                        |  |  | Nonni |  |  | Bisnonni                    |  |  | Trisnonni                |  |
|                                                                       |                        |                                                                                          |                                                 |  |  |       |  |  | 8. Luigi di Borbone-Francia |  |  | 16. Luigi XIV di Francia |  |
|                                                                       |                        |                                                                                          |                                                 |  |  |       |  |  | 8. Luigi di Borbone-Francia |  |  | 16. Luigi XIV di Francia |  |
|                                                                       |                        | 17. Maria Teresa d'Asburgo                                                               |                                                 |  |  |       |  |  | 8. Luigi di Borbone-Francia |  |  |                          |  |
| 4. Filippo V di Spagna                                                |                        |                                                                                          |                                                 |  |  |       |  |  | 8. Luigi di Borbone-Francia |  |  |                          |  |
|                                                                       |                        | 9. Maria Anna Vittoria di Baviera                                                        | 18. Ferdinando Maria di Baviera                 |  |  |       |  |  |                             |  |  |                          |  |
|                                                                       |                        | 9. Maria Anna Vittoria di Baviera                                                        | 18. Ferdinando Maria di Baviera                 |  |  |       |  |  |                             |  |  |                          |  |
|                                                                       |                        | 9. Maria Anna Vittoria di Baviera                                                        | 19. Enrichetta Adelaide di Savoia               |  |  |       |  |  |                             |  |  |                          |  |
| 2. Luigi Antonio di Borbone-Spagna                                    |                        | 9. Maria Anna Vittoria di Baviera                                                        |                                                 |  |  |       |  |  |                             |  |  |                          |  |
|                                                                       |                        | 10. Odoardo II Farnese                                                                   | 20. Ranuccio II Farnese                         |  |  |       |  |  |                             |  |  |                          |  |
|                                                                       |                        | 10. Odoardo II Farnese                                                                   | 20. Ranuccio II Farnese                         |  |  |       |  |  |                             |  |  |                          |  |
|                                                                       |                        | 10. Odoardo II Farnese                                                                   | 21. Isabella d'Este                             |  |  |       |  |  |                             |  |  |                          |  |
| 5. Elisabetta Farnese                                                 |                        | 10. Odoardo II Farnese                                                                   |                                                 |  |  |       |  |  |                             |  |  |                          |  |
|                                                                       |                        | 11. Dorotea Sofia di Neuburg                                                             | 22. Filippo Guglielmo del Palatinato            |  |  |       |  |  |                             |  |  |                          |  |
|                                                                       |                        | 11. Dorotea Sofia di Neuburg                                                             | 22. Filippo Guglielmo del Palatinato            |  |  |       |  |  |                             |  |  |                          |  |
|                                                                       |                        | 11. Dorotea Sofia di Neuburg                                                             | 23. Elisabetta Amalia d'Assia-Darmstadt         |  |  |       |  |  |                             |  |  |                          |  |
| 1. Luis María de Borbón y Vallabriga                                  |                        | 11. Dorotea Sofia di Neuburg                                                             |                                                 |  |  |       |  |  |                             |  |  |                          |  |
|                                                                       | 12. José de Vallabriga | ...                                                                                      |                                                 |  |  |       |  |  |                             |  |  |                          |  |
|                                                                       | 12. José de Vallabriga | ...                                                                                      |                                                 |  |  |       |  |  |                             |  |  |                          |  |
|                                                                       | 12. José de Vallabriga | ...                                                                                      |                                                 |  |  |       |  |  |                             |  |  |                          |  |
| 6. José de Vallabriga y Español, signore di Soliveta                  | 12. José de Vallabriga |                                                                                          |                                                 |  |  |       |  |  |                             |  |  |                          |  |
|                                                                       |                        | 13. María Antonia Español, signora di Soliveta                                           | ...                                             |  |  |       |  |  |                             |  |  |                          |  |
|                                                                       |                        | 13. María Antonia Español, signora di Soliveta                                           | ...                                             |  |  |       |  |  |                             |  |  |                          |  |
|                                                                       |                        | 13. María Antonia Español, signora di Soliveta                                           | ...                                             |  |  |       |  |  |                             |  |  |                          |  |
| 3. María Teresa de Vallabriga y Rozas                                 |                        | 13. María Antonia Español, signora di Soliveta                                           |                                                 |  |  |       |  |  |                             |  |  |                          |  |
|                                                                       |                        | 14. José de Rozas y Meléndez de la Cueva, I duca di San Andrés, II conte di Castelblanco | 28. Francisco de Rozas y Fernández de Santayana |  |  |       |  |  |                             |  |  |                          |  |
|                                                                       |                        | 14. José de Rozas y Meléndez de la Cueva, I duca di San Andrés, II conte di Castelblanco | 28. Francisco de Rozas y Fernández de Santayana |  |  |       |  |  |                             |  |  |                          |  |
|                                                                       |                        | 14. José de Rozas y Meléndez de la Cueva, I duca di San Andrés, II conte di Castelblanco | 29. Luisa Meléndez de Gama                      |  |  |       |  |  |                             |  |  |                          |  |
| 7. Josefa de Rozas y Drummond de Melfort, IV contessa di Castelblanco |                        | 14. José de Rozas y Meléndez de la Cueva, I duca di San Andrés, II conte di Castelblanco |                                                 |  |  |       |  |  |                             |  |  |                          |  |
|                                                                       |                        | 15. Francisca Drummond de Melfort y Wallace                                              | 30. John Drummond, I conte di Melfort           |  |  |       |  |  |                             |  |  |                          |  |
|                                                                       |                        | 15. Francisca Drummond de Melfort y Wallace                                              | 30. John Drummond, I conte di Melfort           |  |  |       |  |  |                             |  |  |                          |  |
|                                                                       |                        | 15. Francisca Drummond de Melfort y Wallace                                              | 31. Eufemia Wallace                             |  |  |       |  |  |                             |  |  |                          |  |
|                                                                       |                        | 15. Francisca Drummond de Melfort y Wallace                                              |                                                 |  |  |       |  |  |                             |  |  |                          |  |